# Cer(III)-carbonat
Cer(III)-carbonat ist eine anorganische chemische Verbindung des Cers aus der Gruppe der Carbonate.

## Gewinnung und Darstellung
Cer(III)-carbonat-pentahydrat kann durch Reaktion von Alkalimetallbicarbonaten mit Cer(III)-salzlösungen (z. B. Cer(III)-chlorid mit Ammoniumbicarbonat) gewonnen werden.
{\displaystyle \mathrm {2\ CeCl_{3}+3\ (NH_{4})_{2}CO_{3}\longrightarrow Ce_{2}(CO_{3})_{3}\downarrow +\ 6\ NH_{4}Cl} }

## Eigenschaften
Cer(III)-carbonat und sein Pentahydrat sind weiße Feststoffe, die praktisch unlöslich in Wasser sind. Das Pentahydrat besitzt eine orthorhombische Kristallstruktur mit der Raumgruppe Pbnb (Raumgruppen-Nr. 56, Stellung 5). Kocht man das Anhydrat in Wasser kann Ce(OH)(CO3) entstehen. Bei Erhitzung auf über 500 °C zersetzt sich die Verbindung zu Cerdioxid, Kohlenmonoxid und Kohlendioxid.

## Verwendung
Cer(III)-carbonat wird zur Herstellung von Cer(III)-chlorid und Glühlampen verwendet.